# Dominion di Ceylon
Il Dominion di Ceylon (singalese: ලංකා ඩොමීනියන් රාජ්‍යය Lanka Dominian Rajyaya) fu un dominion britannico dal 1948, quando la colonia di Ceylon ottenne l'indipendenza, pur mantenendo come capo di Stato il monarca britannico, al 1972, quando il paese divenne una repubblica, rimanendo però all'interno del Commonwealth. Il Dominion di Ceylon acquisì il nome di Repubblica Democratica Socialista dello Sri Lanka.
Il sovrano era rappresentato da un Governatore generale; Camera e Senato, detentori del potere legislativo, erano eletti a suffragio universale.
Le principali coltivazioni dell'isola erano il tè, il caucciù e le noci di cocco, mentre le coltivazioni di caffè, un tempo importanti, negli anni '50 erano in declino, così come accadeva per cacao e tabacco. Importante anche la produzione di noci, copra e olio, con importanti oleifici a Colombo e in altri centri. Molto pregiata era la cannella locale.
Sviluppato anche l'allevamento, limitata la produzione di legname. Le industrie, il cui sviluppo iniziò durante la guerra, erano attive nel settore tessile, chimico, calzaturiero, era inoltre in crescita la produzione di carta, ceramica e cemento.